# UTC+13:00
UTC+13 est un fuseau horaire, en avance de 13 heures sur UTC.

## Zones concernées

### Toute l'année
UTC+13 est utilisé toute l'année dans les pays et territoires suivants :
- Kiribati : Îles Phœnix ;
- Nouvelle-Zélande :  Tokelau ;
- Tonga ;
- Samoa.

### Heure d'hiver (hémisphère nord)
Aucune zone n'utilise UTC+13 pendant l'heure d'hiver (dans l'hémisphère nord) et UTC+14 à l'heure d'été.

### Heure d'hiver (hémisphère sud)
Aucune zone n'utilise UTC+13 pendant l'heure d'hiver (dans l'hémisphère sud) et UTC+14 à l'heure d'été.

### Heure d'été (hémisphère nord)
Aucune zone n'utilise UTC+13 pendant l'heure d'été (dans l'hémisphère nord) et UTC+12 à l'heure d'hiver.

### Heure d'été (hémisphère sud)
Les zones suivantes utilisent UTC+13 pendant l'heure d'été (dans l'hémisphère sud) et UTC+12 à l'heure d'hiver :
- Antarctique :
  - Amundsen-Scott ;
  - McMurdo.

- Nouvelle-Zélande (hors îles Chatham).

### Résumé
Le tableau suivant résume la répartition du fuseau horaire sur les terres émergées :
| Utilisation                               | Superficie (km²) | Population (hab.) | Densité (hab./km²) | Pays/Territoires |
| ----------------------------------------- | ---------------- | ----------------- | ------------------ | ---------------- |
| UTC+13 toute l'année                      | +003 590,        | +0283 000,        | +078,              | +04,             |
| UTC+13 en été, UTC+12 en hiver (hém. Sud) | +286 000,        | +5 263 000,       | +018,              | +2,              |
| Total                                     | +290 000,        | +5 546 000,       | +019,              | +6,              |

## Caractéristiques

### Géographie
UTC+13 est en avance de 13 heures sur UTC. Il correspond à peu près à l'heure solaire moyenne du 165e méridien ouest. Ce méridien étant situé à l'est de la ligne de changement de date, les régions concernées devraient en théorie plutôt utiliser les fuseaux horaires UTC-12 et UTC-11, c'est-à-dire en retard d'un jour. Pour des raisons pratiques, elles utilisent un horaire en avance par rapport à UTC.
Les zones utilisant UTC+13 ont exactement 24 heures d'avance sur celles utilisant UTC-11. Certaines de ces zones sont proches : à l'heure d'hiver, les Samoa sont en UTC+13, tandis que les Samoa américaines, distantes de 70 km, sont en UTC-11. Lorsqu'il est midi le lundi à Pago Pago, il est midi le mardi à Apia.
Rawaki dans les îles Phœnix, par 170° 43′ Ouest, est le point le plus oriental à utiliser UTC+13. Fakaofo (171° 12′ Ouest), est la zone habitée la plus orientale. Réciproquement, 'Ata (176° 11′ Ouest), est le point le plus occidental à utiliser UTC+13 toute l'année. À l'heure d'été, le cap Lovitt dans les îles Auckland (165° 52′ E) est le point le plus occidental.
Dans l'Antarctique, les bases McMurdo et Amundsen-Scott utilisent le fuseau horaire de la Nouvelle-Zélande, étant ravitaillées par ce pays. Elles utilisent donc UTC+13 à l'heure d'été. Il s'agit donc des premiers endroits apercevant le soleil lors d'une nouvelle année, celui-ci étant levé à minuit à ce moment-là.

#### Solstices
Le 1er juillet 2012, les horaires de lever et de coucher de soleil sont les suivants :
- Apia (Samoa, 171° 45′ O) : Lever à 6 h 52, zénith à 12 h 31 et coucher à 18 h 10 ;
- Fakaofo (Tokelau, 171° 13′ O) : Lever à 6 h 42, zénith à 12 h 29 et coucher à 18 h 15 ;
- Canton (Kiribati, 171° 40′ O) : Lever à 6 h 33, zénith à 12 h 31 et coucher à 18 h 28 ;
- Nukuʻalofa (Tonga, 175° 12’ O) : Lever à 7 h 20, zénith à 12 h 45 et coucher à 18 h 10.

Au solstice de décembre, alors que les zones suivantes sont en heure d'été :
- Suva (Fidji, 178° 26′ E) : Lever à 6 h 29, zénith à 13 h 4 et coucher à 19 h 40 ;
- Wellington (Nouvelle-Zélande, 174° 46’ E) : Lever à 5 h 46, zénith à 13 h 19 et coucher à 20 h 52.

### Identifiants
Dans la tz database, les identifiants concernés par UTC+13:00 sont :
- Antarctica/McMurdo ;
- Antarctica/South_Pole ;
- Pacific/Auckland ;
- Pacific/Apia ;
- Pacific/Enderbury ;
- Pacific/Fakaofo ;
- Pacific/Fiji ;
- Pacific/Tongatapu.

## Historique

### Kiribati
UTC+13 n'est pas utilisé avant 1995. À la fin de l'année 1994, les îles Phœnix passent d'UTC-11 à UTC+13, tandis que les îles de la Ligne passent d'UTC-10 à UTC+14. Ces deux groupes d'îles, situées à l'est du 180e méridien, font partie des Kiribati dont la majeure partie du territoire (y compris la capitale Tarawa-Sud) est située à l'ouest de ce méridien.
L'ancienne colonie britannique des îles Gilbert, centrée à l'ouest de la ligne de changement de date, obtient son indépendance en 1979. La nouvelle république des Kiribati comporte également les îles Phœnix et les îles de la Ligne, sous influence américaine, et situées de l'autre côté de la ligne de changement de date.
Le fuseau horaire des îles Phœnix et de la Ligne (la ligne en question étant l'équateur et non celle de changement de date) est donc modifié afin de permettre à tout le territoire du pays de se situer sur des fuseaux horaires consécutifs. Pour ce faire, les îles sautent le 31 décembre 1994, passant directement du 30 décembre 1994 au 1er janvier 1995.

### Russie
La partie extrême-orientale de la Russie, Tchoukotka et Kamtchatka, utilise UTC+13 à l'heure d'été jusqu'en 2009. Ces zones utilisent depuis UTC+12.

### Samoa et Tokelau
Jusqu'en décembre 2011, Tokelau et les Samoa utilisent UTC-11. Dans le cas des Samoa, ce fuseau horaire a été choisi le 4 juillet 1892, afin d'être en accord avec les marchands américains basés en Californie. Le pays réalisant désormais l'essentiel de son activité économique avec l'Australie et la Nouvelle-Zélande, son gouvernement décide de passer de l'autre côté de la ligne de changement de date afin que leurs jours ouvrés coïncident. À 23 h 59 min 59 s, le 29 décembre 2011, les Samoa sautent l'intégralité du 30 décembre afin de se retrouver le 31 décembre à minuit, à UTC+13. Observant l'heure d'été, les Samoa avancent alors d'une heure et se retrouvent en UTC+14. Les Samoa abandonne l'heure d'été en septembre 2021, passant a UTC+13 toute l'année. 
En réponse à la décision des Samoa, Tokelau décide en octobre 2011 de réaliser un saut similaire afin de se rapprocher de l'heure de la Nouvelle-Zélande. Le territoire omet également le 30 décembre 2011 en passant d'UTC-11 à UTC+13,. De nombreuses publications mentionnent alors que l'archipel se situe désormais en UTC+14, une inexactitude qui pourrait provenir de l'isolement du territoire et d'une erreur précédente le situant auparavant en UTC-10,.